# Nzinga Luvumbu
Nzinga Luvumbu (Kinshasa, 24 de julho de 1994) é um futebolista profissional congolês que atua como meia.

## Carreira
Nzinga Luvumbu representou o elenco da Seleção da República Democrática do Congo de Futebol no Campeonato Africano das Nações de 2013.